# Aeroblus (álbum)
Aeroblus es el primer y único álbum de estudio del grupo homónimo editado en 1977 por el sello Philips, un sello subsidiario de PolyGram.

## Antecedentes
Tras la pausa que tuvo Pappo con su anterior grupo, decidió ir con Alejandro Medina a Brasil para buscar un baterista de acuerdo a sus nuevas pretensiones. En la búsqueda dieron con Rolando Castello Junior y terminan por formar Aeroblus.
En una entrevista con la revista Pelo, Pappo expresa los aneldos de Aeroblus:

Actualmente, la gente sabe lo que busca y qué música le interesa, por eso quiere una expresión que se identifique con el momento actual. El rock y el blues expresan la libertad que busca el público que asiste a los recitales; la música que hacemos nosotros no tiene nada que ver con los negocios, ni con la política; el rock es una expresión musical que no tiene nada que ver con el resto de las cosas.
Pappo, 1977.

## Historia
Debutaron el 6 de enero de 1977 en el Teatro Premier de Buenos Aires, con una serie de conciertos que recibieron críticas negativas por su "falta de ensayo", problema que fue resuelto rápidamente.
Así fue como Aeroblus logró editar su único trabajo. La tardanza en la edición del álbum, más la presión que ejercía la policía en plena dictadura militar, hicieron que Rolando Castello Junior decidiera volver y quedarse en Brasil. Otro factor fueron algunas críticas negativas que el álbum cosechó en Argentina en un principio, por lo que a juicio de Alejandro Medina se debió a que en ese momento "estaba de moda la música para blandos".

Ya no me bancaba más andar como en la clandestinidad, por lo del pelo y los hijos de puta de la policía siempre jodiendo.
Rolando Castello Junior.

Aeroblus se grabó en los estudios Phonogram que contaba con 16 canales de registro, en mayo de 1977.

## Crítica y repercusión
Aeroblus tuvo repercusión en Brasil e influyo notablemente en el género del país vecino, aunque en la Argentina no cosechó críticas muy favorables en su momento.
La revista Roadie Crew de Brasil especializada en heavy metal y rock clásico recuerda a Aeroblus en su edición n.º 191 publicada en diciembre de 2014 en el marco de un especial de los años 70, nombró a Aeroblus como "uno de los discos que hay que escuchar antes de morir". La revista Roadie Crew en su edición n.º 147 de 2011 también especializada en heavy metal, colocó a Aeroblus entre las 200 bandas más poderosas del rock de América Latina por la canción "Vamos a buscar la luz".

## Lista de canciones
Todas por Alejandro Medina y Pappo, excepto donde se indica.
| Lado A |                                                |                     |          |  |
| N.º    | Título                                         | Vocalista principal | Duración |  |
| 1.     | «Vamos a buscar la luz»                        |                     | 3:53     |  |
| 2.     | «Completamente nervioso» (Pappo)               |                     | 3:04     |  |
| 3.     | «Tema solisimo»                                |                     | 2:06     |  |
| 4.     | «Árboles difusores» (Castello, Medina y Pappo) | Instrumental        | 2:19     |  |
| 5.     | «Vendríamos a buscar»                          |                     | 3:30     |  |

Todas por Pappo, excepto donde se indica.

| Lado B |                                            |                     |          |  |
| N.º    | Título                                     | Vocalista principal | Duración |  |
| 6.     | «Aire en movimiento»                       |                     | 2:43     |  |
| 7.     | «Vine cruzando el mar»                     |                     | 2:43     |  |
| 8.     | «Nada estoy sabiendo» (Castello y Pappo)   |                     | 4:56     |  |
| 9.     | «Sofisticuatro» (Castello, Medina y Pappo) | Instrumental        | 3:46     |  |
| 10.    | «Buen tiempo»                              |                     | 3:13     |  |

## Portada
En la edición original la palabra Aeroblus y el águila salieron color magenta como consecuencia de un error de impresión, cuando debía ser rojo. En las subsiguientes reediciones en CD se solucionó ese problema.

## Créditos
Aeroblus
- Pappo: guitarra eléctrica y voz
- Alejandro Medina: bajo eléctrico y voz
- Rolando Castello Junior: batería y percusión

Otros
- Alberto Videla: técnico de grabación

## Reediciones
La primera edición de Aeroblus de 1977 fue la única en formato de disco de vinilo, la misma se agotó y estuvo descatalogado por varios años. En 1993 Philips lo reeditó en formato de CD. En 2006 lo reeditó Universal Music. En 2014 fue reeditado en México por HRC Recordscon una pista adicional inédita en vivo, "Down In Rudge". Una reedición argentina incluyó "Detrás de la iglesia" y "La araña" como bonus track.